# Эйвинд Норвежец
Эйвинд Бьёрнссон (Эйвинд Норвежец, ок. 830 — 900) — часто упоминаемый персонаж из исландских саг, согласно сагам служил ирландскому королю, охранял на своих кораблях ирландское побережье

## Происхождение
Отец — Бьёрн из Гаутланда, сын Хрольва из Ама, мать — Хлив, дочь Хрольва, сына Ингьяльда, сына Фроди конунга, имел сводного брата Транда. Матерью Транда была Хельга, дочь Эндотта Вороны

## Семья
Женой Эйвинда Норвежца была Раварта, дочь ирландского короля Кьярвала, дети:
- Хельги Тощий — в браке с Торунн Рогатая, дочь Кетиля Плосконосого, дети: Ингунн (муж Хамунд Адская Кожа), Хрольв, Ингьяльд, Торбьёрг Солнце Островка
- Снэбьёрн
- Турид — в браке с Торстейн Рыжий сын Олава Белого и Ауд Мудрой, дети: Олав Фейлан, Гроа, Торгерд, Алов, Торхильд, Вигдис, Оса